# Jesús Piedra
Jesús Piedra Ibarra was een Mexicaans communistisch activist en lid van de Communistische Liga 23 September. Hij is een van de bekendste slachtoffers van de Vuile Oorlog in Mexico.
Piedra was afkomstig uit Saltillo, zoon van de medicus Jesús Piedra Rosales en Rosario Ibarra. Hij studeerde medicijnen aan de Autonome Universiteit van Nuevo León toen hij zich in 1971 aansloot bij 23 September. Piedra nam deel aan overvallen en ontvoeringen, vooral georganiseerd om de beweging te bekostigen, en zou ook betrokken zijn geweest bij de mislukte ontvoering van Eugenio Garza Sada in 1973 die uitliep op diens dood. Na de dood van Garza Sada werd Piedra gezocht door de autoriteiten, en was hij het grootste deel van de tijd op de vlucht. Nadat zijn naam door een gevangengenomen lid van 23 September was doorgegeven werd hij ten slotte op 18 april 1975 op een ranch nabij Monterrey door de politie gearresteerd. In 1976 is hij overgebracht naar een gevangenis in Mexico-Stad. Vanaf dat moment is hij waarschijnlijk verplaatst naar verschillende geheime gevangenissen. De documentatie over Piedra houdt op in 1984 en sindsdien is niets meer van hem vernomen, en hij is dan ook vrijwel zeker het slachtoffer geworden van een gedwongen verdwijning.
Piedra is een van zeker 400 personen die in de jaren 70 door de autoriteiten zijn verdwenen, maar is door de campagnes van zijn moeder de bekendste geworden. Rosario Ibarra richtte het Comité ¡Eureka! op dat zich inzet voor verdwenen personen, en was in 1982 en 1988 presidentskandidaat voor de Revolutionaire Arbeiderspartij (PRT). Mensenrechtenorganisaties roepen de Mexicaanse regering nog regelmatig op opheldering te geven over het lot van Piedra.
In 2004 werd een arrestatiebevel uitgevaardigd tegen Carlos G. Solana Macías, politiechef van Monterrey ten tijde van Piedra's verdwijning. Later werd Solana echter vrijgelaten.